# Санта Роза
 Тази статия е за града в САЩ.  За града в Аржентина вижте Санта Роса (Аржентина).  
Санта Роза (на испански: Santa Rosa) е град в окръг Сонома в района на залива на Сан Франциско, щата Калифорния, САЩ. Санта Роза е окръжен център на окръг Сонома. Към 1 юли 2005 г. в града живеят 156 200 души. Санта Роза е с обща площ от 104,60 кв. км (40,40 кв. мили).

## Личности
Родени в Санта Роза:
- Джейд Пъджет (р. 1973), китарист на групата AFI.